# L’Atalante (Schiff)
Die L’Atalante ist ein Forschungsschiff des französischen Forschungsinstituts Ifremer. Bereedert wird sie von Genavir.

## Geschichte
Das Schiff wurde unter der Baunummer 278 auf der Werft Ateliers & Chantiers du Havre in Le Havre gebaut und am 20. September 1990 fertiggestellt. Es wurde im Oktober 1990 in Dienst gestellt, die erste Forschungsreise unternahm es im März 1991.

## Technische Daten
Der Antrieb des Schiffes erfolgt dieselelektrisch. Für die Propulsion stehen zwei Elektromotoren des Herstellers Jeumont Schneider mit jeweils 1000 kW Leistung zur Verfügung. Die Motoren wirken auf zwei mit Beckerruder ausgestattete Festpropeller. Zusätzlich verfügt das Schiff über einen Schottel-Ruderpropeller im Bug. Das Schiff erreicht eine Geschwindigkeit von 14,5 kn.
Die Stromerzeugung der Antriebsmaschinen erfolgt über drei Dieselmotoren mit einer Leistung von jeweils 1000 kW. Für die Stromversorgung an Bord stehen drei Generatoren zur Verfügung. Zwei Generatoren mit 1256 kW Leistung (1570 kVA Scheinleistung) bzw. 360 kW Leistung (450 kVA Scheinleistung) werden von der Hauptmaschine angetrieben. Ein weiterer Generator verfügt über 240 kW Leistung (Scheinleistung: 300 kVA).
Der Rumpf des Schiffes ist eisverstärkt.

## Ausstattung
Das Schiff ist mit verschiedenen für die Forschungsarbeiten benötigten Anlagen ausgestattet, darunter Echolote, Sonar, Thermosalinograph und Bathythermograph. Vom Forschungsschiff können u. a. das Tiefsee-U-Boot „Nautile“ und das ferngesteuerte Tauchfahrzeug „Victor 6000“ eingesetzt werden. Das Schiff ist mit einem System zur dynamischen Positionierung ausgerüstet.
Für die Forschung stehen mehrere Räume zur Verfügung, darunter acht Labore sowie weitere wissenschaftliche Räume. An Bord befinden sich acht Stellplätze für 20-Fuß-Container.
Das Schiff verfügt über mehrere Krane, darunter ein Kran, der sich auf der Backbordseite auf dem Achterdeck befindet sowie eine Krananlage etwa mittschiffs auf der Steuerbordseite. Weitere Krane befinden sich auf dem Achterdeck und auf dem Vorschiff. Am Heck des Schiffes befindet sich ein Heckgalgen. Weiterhin befinden sich verschiedene Winden an Deck.
An Bord ist neben der Besatzung Platz für 30 Wissenschaftler und anderes für Forschungsfahrten benötigtes Personal.